# Juliusz Bardach
Juliusz Bardach (ur. 3 listopada 1914 w Odessie, zm. 26 stycznia 2010 w Warszawie) – polski historyk ustroju i prawa, profesor nauk prawnych, nauczyciel akademicki Wydziału Prawa i Administracji Uniwersytetu Warszawskiego, członek PAN (1983 członek korespondent, 1989 członek rzeczywisty). Autor prac z zakresu ustroju i prawa dawnej Litwy, parlamentaryzmu polskiego, historii porównawczej prawa.

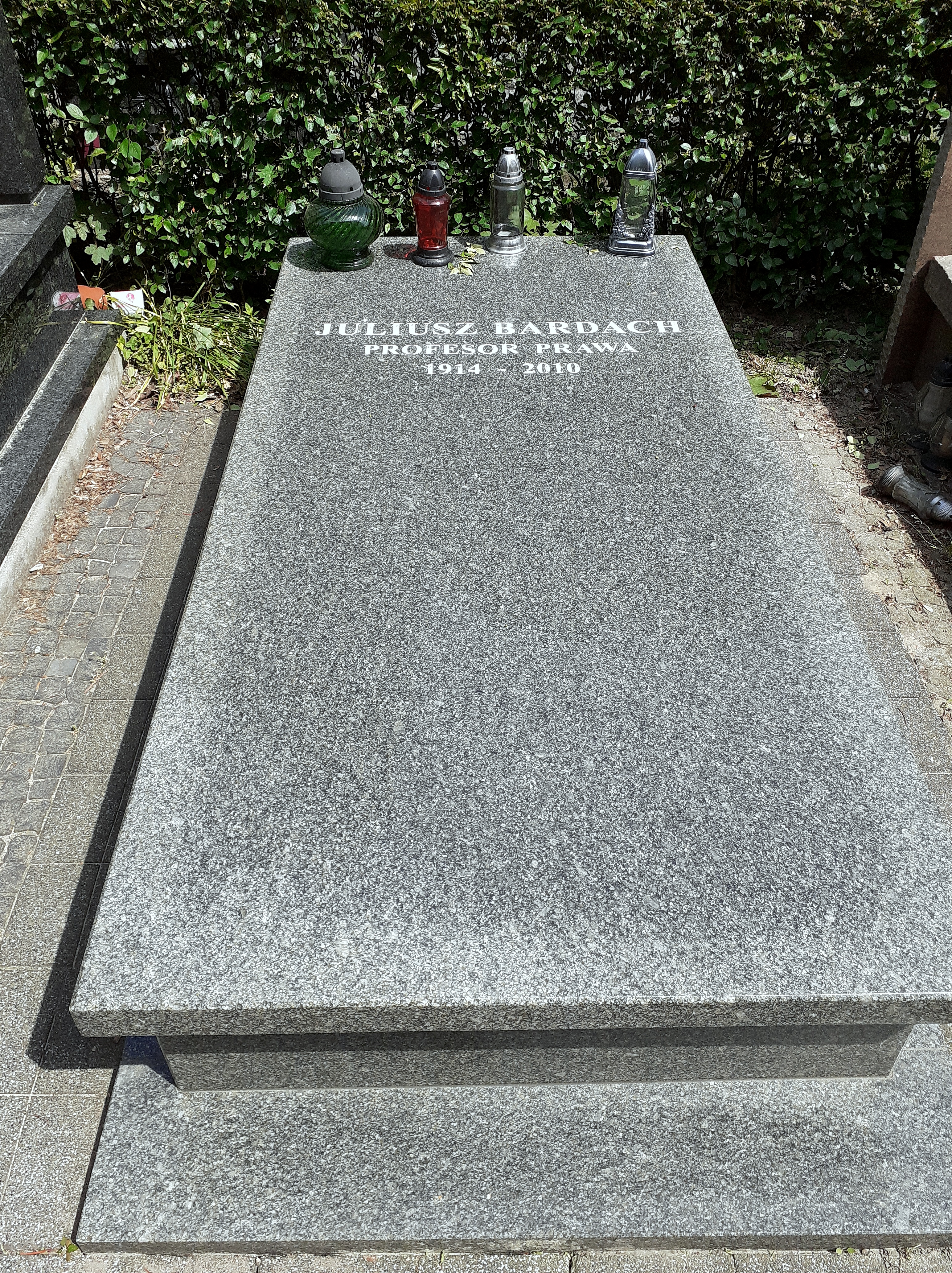
Nagrobek Juliusza Bardacha

## Życiorys
Urodził się w zasymilowanej żydowskiej rodzinie Marka Bardacha, lekarza stomatologa, i Otylii z Neudingów. Był bratem Janusza Bardacha (1919–2002), chirurga plastycznego, autora książki „Człowiek człowiekowi wilkiem” opisującej osobiste doświadczenie 5-letniego pobytu w sowieckim gułagu w czasie II wojny światowej. Jego dziadek Natan Neuding zamieszkał w Odessie po powrocie z Syberii, dokąd został zesłany z Warszawy w czasie powstania styczniowego.
Absolwent gimnazjum Mikołaja Kopernika we Włodzimierzu Wołyńskim, do którego jego rodzina przybyła w 1922 roku, gdy Juliusz miał 8 lat. Ukończył następnie wydział prawa na Uniwersytecie Stefana Batorego w Wilnie (prof. Stefan Ehrenkreutz i prof. Henryk Łowmiański), 1938–1939 redaktor wileńskiej mutacji „Robotnika” i działacz PPS. Po wybuchu wojny w 1939 roku wrócił do Włodzimierza Wołyńskiego, a następnie zamieszkał we Lwowie pod okupacją radziecką. Po ataku III Rzeszy na ZSRR powołany do Armii Czerwonej. Od marca 1942 roku pracował jako robotnik w Uzbekistanie. Od 1943 w Wojsku Polskim w ZSRR początkowo jako szeregowy, a następnie jako oficer pionu polityczno-wychowawczego w randze pułkownika, 1945–1947 attaché wojskowy Ambasady RP w Moskwie. Odwołany ze stanowiska po konflikcie z ambasadorem Marianem Naszkowskim. W 1948 uzyskał doktorat na Wydziale Prawa Uniwersytetu Jagiellońskiego na podstawie pracy opublikowanej w Wilnie w 1938 roku pt. „Adopcja w prawie litewskim XV i XVI wieku", a jego promotorem był ówczesny dziekan wydziału prof. Adam Vetulani (w 1998 odnowiony). W 1950 roku został usunięty z Wojska Polskiego, za to, że wg opinii Szefa Departamentu Kadr Ministerstwa Obrony Narodowej Bardach „posiada poglądy prawicowo-pepesowskie. Notowano wrogie wypowiedzi o Związku Radzieckim”. Był członkiem Marksistowskiego Zrzeszenia Historyków, członek PZPR w latach 1948–1990.
Pracownik naukowy Zakładu Historii Państwa i Prawa Polskiego, członek: Rady Instytutu Historii Prawa oraz Rady Wydziału Prawa i Administracji UW, Komitetu Nauk Historycznych PAN, Komitetu Nauk Prawnych PAN, Towarzystwa Naukowego Warszawskiego, Rady Wydawnictwa „Przegląd Wschodni”.
Pod jego kierunkiem stopień doktora uzyskali m.in. Michał Pietrzak i Andrzej Zakrzewski.
W 1995 Uniwersytet Łódzki, 19 listopada 1996 Uniwersytet Warszawski, a w 1997 Uniwersytet Wileński przyznały mu tytuły doktora honoris causa.
Zmarł w Warszawie. Został pochowany w Alei Zasłużonych na cmentarzu Wojskowym na Powązkach (kwatera 29C-tuje-8).

## Ordery i odznaczenia
- Krzyż Wielki Orderu Odrodzenia Polski (2 sierpnia 2002)[12]
- Krzyż Komandorski Orderu Odrodzenia Polski (1984)[13]
- Order Krzyża Grunwaldu III klasy[13]
- Krzyż Oficerski Orderu Odrodzenia Polski
- Krzyż Kawalerski Orderu Odrodzenia Polski[13]
- Złoty Krzyż Zasługi (19 lipca 1946)[14]
- Srebrny Krzyż Zasługi[13][15]
- Odznaka „Zasłużony Działacz Kultury” (1985)[16]
- Krzyż Oficerski Orderu „Za Zasługi dla Litwy” (Litwa, 2006)[17]

## Wybrane publikacje
- Historia państwa i prawa Polski do połowy XV wieku (1957)
- Historia państwa i prawa polskiego (1976, wspólnie z Bogusławem Leśnodorskim i Michałem Pietrzakiem, ISBN 83-01-00104-6)
- Themis a Clio czyli Prawo a historia (2001, ISBN 83-7206-036-3)
- Dzieje Sejmu Polskiego (1993, ISBN 83-7059-044-6)
- O dawnej i niedawnej Litwie (1988, ISBN 83-232-0118-8)
- Historia ustroju i prawa polskiego (1993, ISBN 83-01-11026-0)
- O Rzeczpospolitą Obojga Narodów (1998, ISBN 83-03-03692-0)
- Statuty litewskie a prawo rzymskie (1999, ISBN 83-912525-0-7)
- W obiektywie nauki i w lustrze pamięci (o uczonych, pisarzach i politykach XIX i XX wieku) (2004, ISBN 83-7387-541-7)